# Arbeitsgemeinschaft Kinder- und Jugendschutz Nordrhein-Westfalen
Die Arbeitsgemeinschaft Kinder- und Jugendschutz (AJS) Nordrhein-Westfalen e.V. wurde 1953 als Aktion Jugendschutz Landesarbeitsstelle NRW mit Sitz in Köln gegründet. Seit 1992 betreibt die Arbeitsgemeinschaft auch das Informations- und Dokumentationszentrum Sekten/Psychokulte (IDZ). Ähnliche Gemeinschaften bestehen auch in anderen Bundesländern.
Die Arbeitsgemeinschaft wird aus Mitteln des Ministeriums für Kinder, Familie, Flüchtlinge und Integration NRW über den Kinder- und Jugendförderplan NRW gefördert. Die Mitglieder sind die zentralen Verbände der Wohlfahrtspflege und der Kinder- und Jugendhilfe, pädagogische Berufsvereinigungen sowie Eltern- und Familienverbände. Das Ministerium für Kinder, Familie, Flüchtlinge und Integration hat zudem die Landesfachstelle Prävention sexualisierte Gewalt (PsG.nrw) in die Trägerschaft der Arbeitsgemeinschaft Kinder- und Jugendschutz (AJS) NRW gegeben.

## Aufgaben
Die Hauptaufgabe der AJS NRW ist die Förderung des gesetzlichen und erzieherischen Kinder- und Jugendschutzes in NRW. Neben Weiterbildungsangeboten für Fachkräfte der Jugendhilfe erstellt sie Expertisen und Stellungnahmen für Politik und Verwaltung.
Fachbereiche und Aufgabenschwerpunkte sind
- rechtlicher Kinder- und Jugendschutz
- Prävention sexualisierter Gewalt
- Gewaltprävention und Jugendkriminalität
- Jugendmedienschutz und Medienkompetenzförderung
- Elternbildung (u. a. durch das Projekt "Elterntalk NRW")
- Persönlichkeitsentwicklung
- Radikalisierung im Jugendalter (u. a. durch das Projekt "Plan P.")
- Weltanschauungsfragen, sog. Sekten und Psychokulte [ Informations- und Dokumentationszentrum Sekten/Psychokulte (IDZ)]

Darüber hinaus unterhält die Arbeitsgemeinschaft eine Fachzeitschrift, die vierteljährlich erscheint. Das AJS-Forum informiert über aktuelle Entwicklungen im erzieherischen und gesetzlichen Kinder- und Jugendschutz, setzt Schwerpunkte, ordnet ein und dokumentiert.

## Jugendschutz in NRW
Im Jahre 2003 beauftragte der Landtag NRW in der Verordnung über Zuständigkeiten nach dem Jugendschutzgesetz die Arbeitsgemeinschaft Kinder- und Jugendschutz mit der Evaluation des Jugendschutzgesetz und des Jugendmedienschutzstaatsvertrag. 2007 wurden die von der AJS erstellten Durchführungshinweise zum Jugendschutzgesetz für die Umsetzung des gesetzlichen Kinder- und Jugendschutzes in Nordrhein-Westfalen veröffentlicht.